# Johannes Tzander
Johannes Laurentii Tzander, född 1640 i Vadstena församling, död april 1697 i Höreda församling, Jönköpings län, var en svensk präst.

## Biografi
Tzander föddes 1640 i Vadstena församling. Han var son till stenhuggaren Lars Tzander. Tzander blev student vid Kungliga Akademien i Åbo och blev sedan promotus i Tyskland. Han blev 1674 konrektor vid Linköpings trivialskola och 1679 lektor i grekiska vid Linköpings katedralskola. Tzander prästvigdes 1681 och blev 1683 kyrkoherde i Höreda församling. Han avled april 1697 i Höreda församling.

### Familj
Tzander gifte sig med Chatarina ventilia. Hon var dotter till kyrkoherden Andreas Olavi Ventilius i Normlösa församling. De fick tillsammans barnen Anna Tzander, gift första gången med kyrkoherden Andreas Silfverling i Högby församling och andra gången med kyrkoherden Nicolaus Petri Sjöstedt i Höreda församling, Elisabeth Tzander, gift första gången med kyrkoherden Haquinus Kylander i Häradshammars församling och andra gången med kyrkoherden Petrus Wettersten i samma församling, Maria Tzander, gift med kyrkoherden Johan Collander i Östra Husby församling.
Efter Tzanders död gifte hon om sig med kyrkoherden Jonas Johannis Fallerius i Veta församling.